# Smirna (smola)
Smirna vrsta je mirisne smole, koja dolazi od različitih vrsta afričkog i arapskog drveća, ali se za njenu proizvodnju prvenstveno koristi Commiphora myrrha. Tijekom stoljeća smirna se koristila za parfeme, kao mirisna smola i u medicinske svrhe. Smirna je jedan od tri darova, koje su Sveta tri kralja donijela Isusu.

## Ime
Riječ smirna izvedena je iz zajedničkog semitskog korijena m-r-r sa značenjem „gorak” (arap. مُرّ, translit. murr; aram. 국어 국어, translit. mureera). U slavenske jezike, riječ je došla iz hebrejske Biblije, gdje se pojavljuje kao hebr. מור, translit. mor. Riječ se u grčkoj mitologiji pojavljuje kao Mirna, žena koja je pretvorena u drvo koje izlučuje smolu. Kasnije se ta riječ pojavljuje u Septuaginti, a u starogrčkom je jeziku osnova za riječ koja predstavlja parfem (st. grč. μῠ́ρον, translit. múron).

## Kršćanstvo
Prema kršćanskoj tradiciji, pobožne žene nosile su smirnu na Kristov grob kako bi pomazale njegovo tijelo, no tamo su zatekle bijelog anđela koji im je rekao da je Isus uskrsnuo.
Smirna se spominje u Novom zavjetu kao jedan od tri dara (sa zlatom i tamjanom) koje su Sveta tri kralja poklonili Djetetu Kristu (Mt 2,11). Smirna je također bila prisutna prilikom Isusove smrti i ukopa. Isusu su pri raspeću ponuđeni vino i smirna (Mk 15,23). Prema Evanđelju po Ivanu, Nikodem i Josip iz Arimateje donijeli su mješavinu smirne i aloje od 100 libara da umotaju Isusovo tijelo (Iv 19,39).